# Lotte Möller
Ann Lotte Möller, född 23 januari 1938, är en svensk författare, fotograf och kulturskribent. Som journalist har hon bland annat skrivit för Femina och Vi, Moderna Tider och Månadsjournalen, Dagens Nyheter och Expressen.
Lotte Möller är dotter till direktören på Glacéläderfabriken i Kävlinge Frans Möller och Bodil, född Christensen. Hon har varit gift med pedagogikprofessorn Daniel Kallós och är mor till krögaren David Kallós (född 1961). Hon är bosatt i Lund.

## Priser och utmärkelser
- 1993 – Gerard Bonniers essäpris
- 1998 – H.M. Konungens medalj 8:e storleken i högblått bland för kulturella insatser
- 1998 – Linnépriset
- 2004 – Kungliga Patriotiska sällskapets förtjänstmedalj